# Raxifabia gemella
Raxifabia gemella är en mossdjursart som först beskrevs av Harmer 1957.  Raxifabia gemella ingår i släktet Raxifabia och familjen Bifaxariidae. Inga underarter finns listade i Catalogue of Life.